# Безполум'яне висадження
Безполум'яне висадження (рос. беспламенное подрывание, англ. nonflame blasting; нім. flammenloses Schiessien n, flammenloses Sprengen n) — спосіб висадження гірської породи без виникнення полум'я.

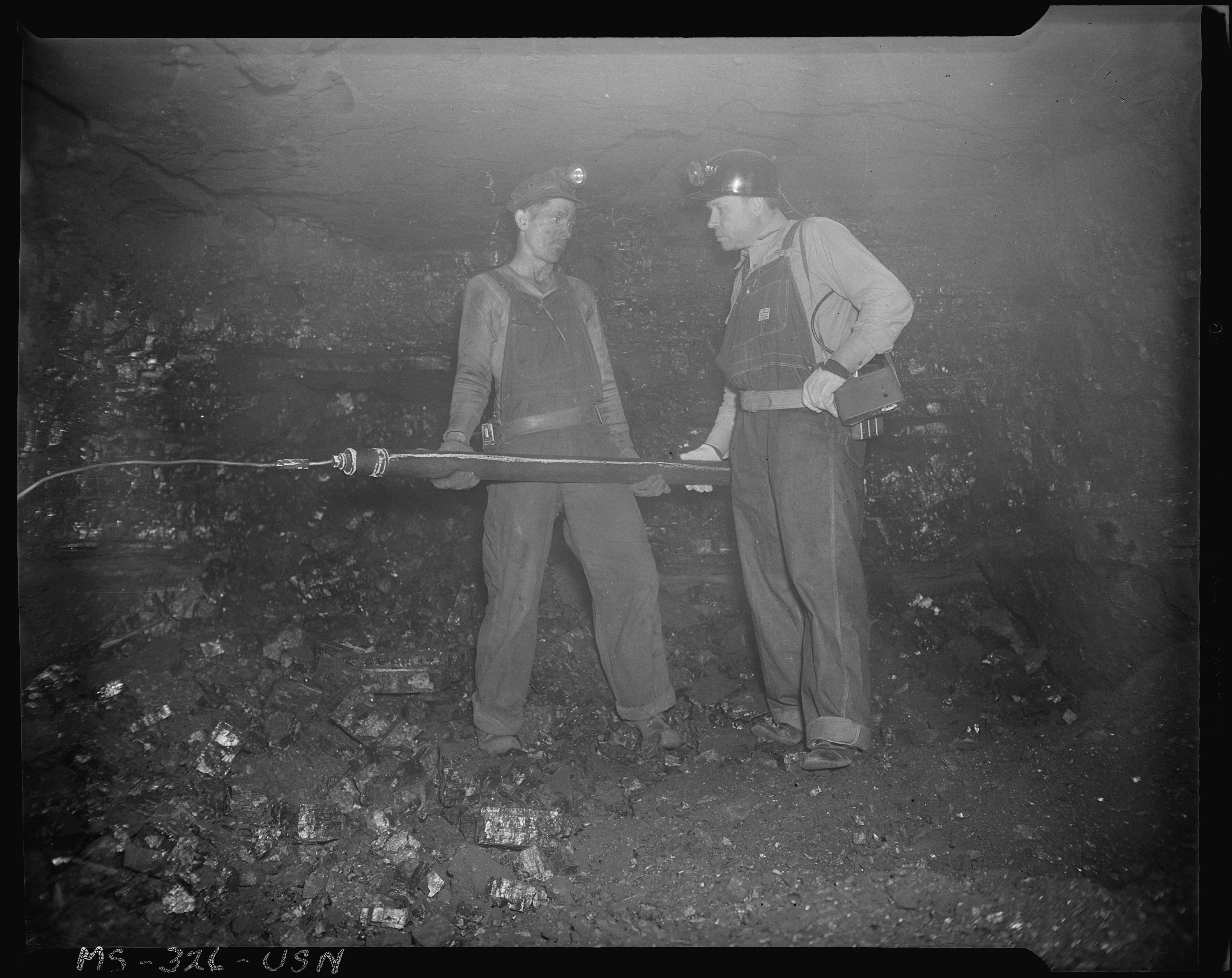
Шахтар з установкою Airdox, шахта «Перемога», Терре-Гоуте, округа Віго, штат Індіана, США, 1946 р.

Полягає у використанні енергії інертних газів (кардокс), повітря (аеродокс) або випарів води сукупно з інертними газами (гідрокс), стиснених в обмеженому просторі металевого патрона до високого заздалегідь заданого тиску. Застосовують у шахтах, небезпечних за газом і пилом; їх використання дає змогу механізувати процес відбійки вугілля і слабких порід в очисних і підготовчих вибоях. Принцип дії сучасних патронів безполум'яного висадження ґрунтується на хімічній реакції порошкоподібного заряду, реакції миттєвого розширення твердих та скраплених газів, в результаті якої утворюється значна кількість інертних газів, водяної пари, вуглекислого газу й азоту. За рахунок цього створюється високий тиск (180 МПа). Може застосовуватися і без залучення хімічної реакції за рахунок компресорного нагнітання повітря до пневмопатрона.